# Pedro Fernández de Castro
|  | Per a altres significats, vegeu «Pedro Fernández de Castro y Andrade». |

Pedro Fernández de Castro   (Fuente Encalada, c. 1115 (Gregorià) - 1184 (Gregorià)) conegut com a Potestad, també anomenat Pedro Fernández de Fuentecalada, destacat membre de la Casa de Castro (fill de Fernando García de Hita i Estefania Ermengol), va ser el primer mestre de l'Orde de Santiago i fundador del Monestir de Santa Cruz de Valcárcel.

## Biografia

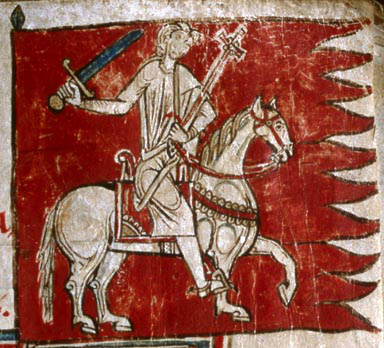
Penó primitiu de l'Orde de Santiago (c. 1175). Tomb menor de Castella.[1

Va ser fill de Fernando García de Hita i de la seva esposa Estefania Ermengol. Els seus avis paterns van ser, segons diversos genealogistes, especialment Jaime de Salazar i Acha, el comte García Ordóñez i la infanta Urraca Garcés, filla del rei Garcia Sanxes III de Pamplona i la reina Estefania de Foix (filla de Bernat Roger de Foix i Garsenda de Bigorra), i els avis materns el comte Ermengol V d'Urgell i María Pérez. No obstant això, altres sostenen que el seu pare, Fernando García de Hita, va ser fill natural del rei Garcia I de Galícia.
Va combatre en l'exèrcit d'Alfons VII de Lleó en la conquesta d'Aurelia i Alharilla, properes a l'actual Santa Cruz de la Zarza. El 1146 va assistir a l'ocupació de Baeza i al desembarcament d'Almeria, que va fer caure aquesta important plaça, port principal de la marina musulmana i important drassana de la seva flota de guerra. Va estar després de pelegrí a Terra Santa, on va conèixer de prop l'existència dels cavallers croats i va concebre la idea de crear un nou orde militar dedicat a protegir el sepulcre de l'apòstol Jaume el Major i el camí que condueix a ell.
El 4 d'agost de 1165, juntament amb la seva dona, María Pérez de Lara, la seva germana Urraca Fernández de Castro i els seus fills, van donar a l'abat Miguel la casa de Santa Cruz de Valcárcel per fundar-hi un monestir de monges o frares. Van confirmar la donació, els germans de la seva esposa, Nuño Pérez de Lara i Álvaro Pérez de Lara, Gómez González de Manzanedo comte a la Bureba, espòs de Milia Pérez de Lara, la seva cunyada, el seu mig germà Gutierre Fernández de Castro; i els seus nebots, Fernando Rodríguez de Castro el Castellà i Pedro Rodríguez de Castro, tots dos fills del seu mig germà Rodrigo Fernández de Castro el Calb.

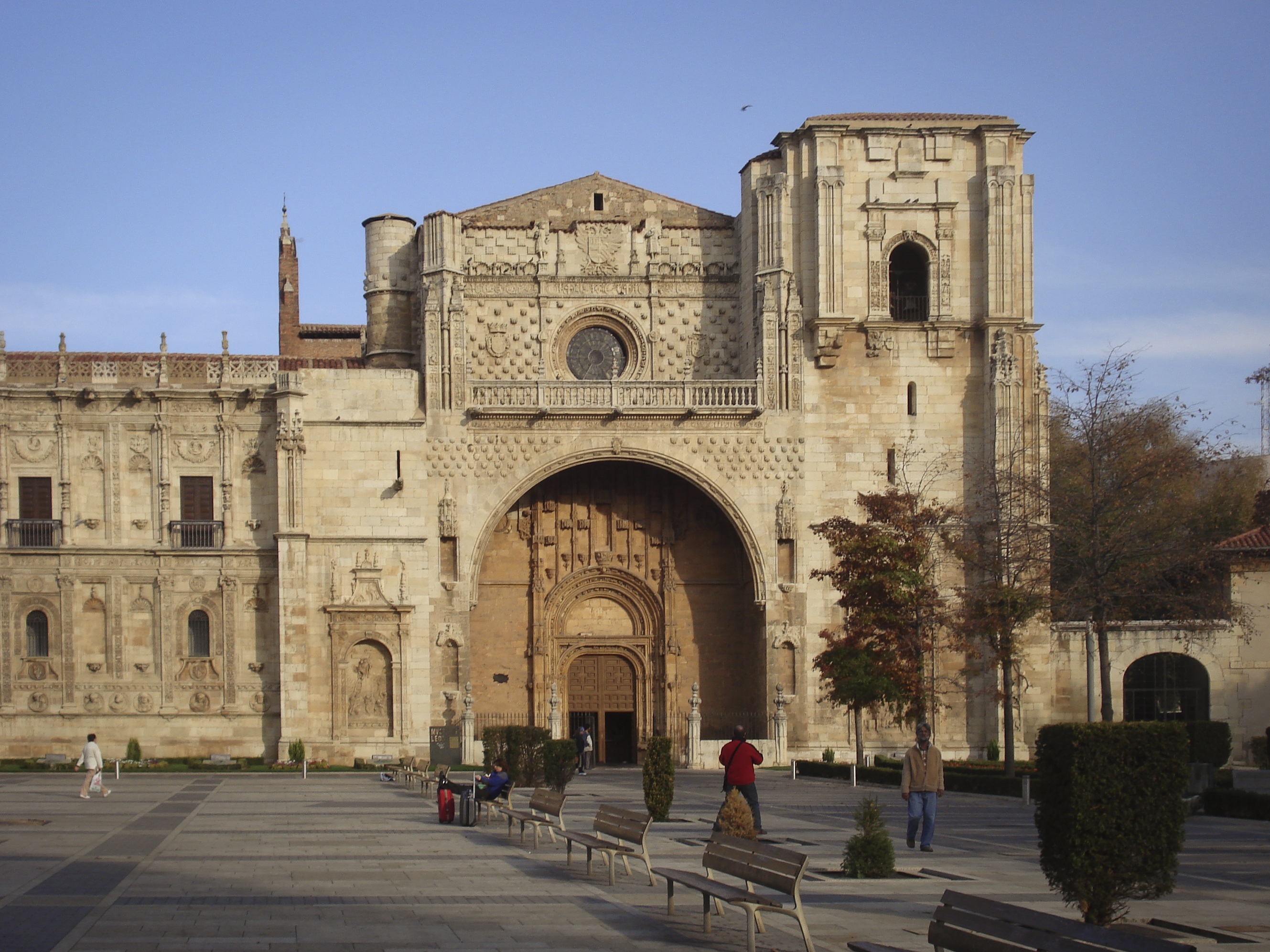
Convent de Sant Marcos en Lleó on va rebre sepultura el primer mestre de l'Orde de Santiago

Als cinquanta i pocs anys, Pedro Fernández va aconseguir realitzar el seu projecte a la ciutat de Càceres, la creació d'un orde religiós militar, l'Orde de Santiago. L'esperit del nou orde, nascut en els temps durs de la invasió almohade, que amenaçava amb ocupar novament la península Ibèrica, és molt semblant al de l'Orde del Temple, a la qual Pedro Fernández havia conegut a Terra Santa. Mentre impulsava l'Orde de Santiago, la seva dona i filla Elo van professar com a monges al monestir de Santa Cruz de Valcárcel, fundat per ell i la seva dona.
Francisco de Rades i Andrada, en la seva crònica dels ordes militars, recull la notícia de la seva mort en 1184 i el seu enterrament a la capella major del Convent de Sant Marc a Lleó.

## Matrimoni i descendència
Va casar amb María Pérez de Lara, filla dels comtes Pedro González de Lara i Ava, amb qui va tenir els següents fills:
- Fernando Pérez de Castro «Potestat», casat amb Teresa Bermúdez, amb successió.[lower-alpha 5][c]
- Gómez Pérez de Castro, tenente en el alfoz de Santullán.
- Elo Pérez de Castro, primera abadessa del Monestir de Santa Cruz de Valcárcel, fundat pels seus pares.[d]
- María Pérez, també anomenada Maria d'Aragó.[e]
- Milia Pérez de Castro